# Anoectochilus monicae
Anoectochilus monicae är en orkidéart som beskrevs av Jeffrey James Wood. Anoectochilus monicae ingår i släktet Anoectochilus och familjen orkidéer. Inga underarter finns listade i Catalogue of Life.